# Abbas I van Perzië

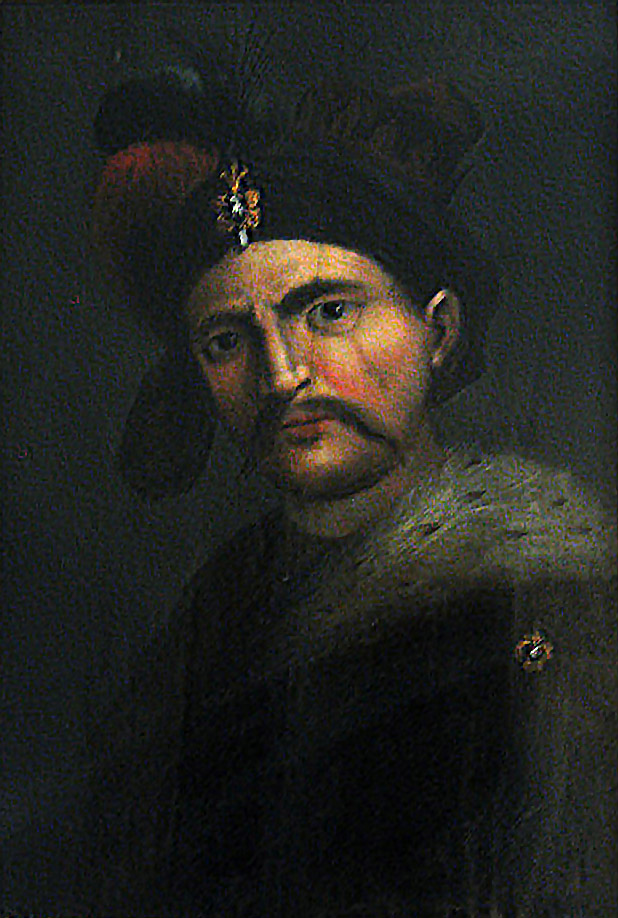

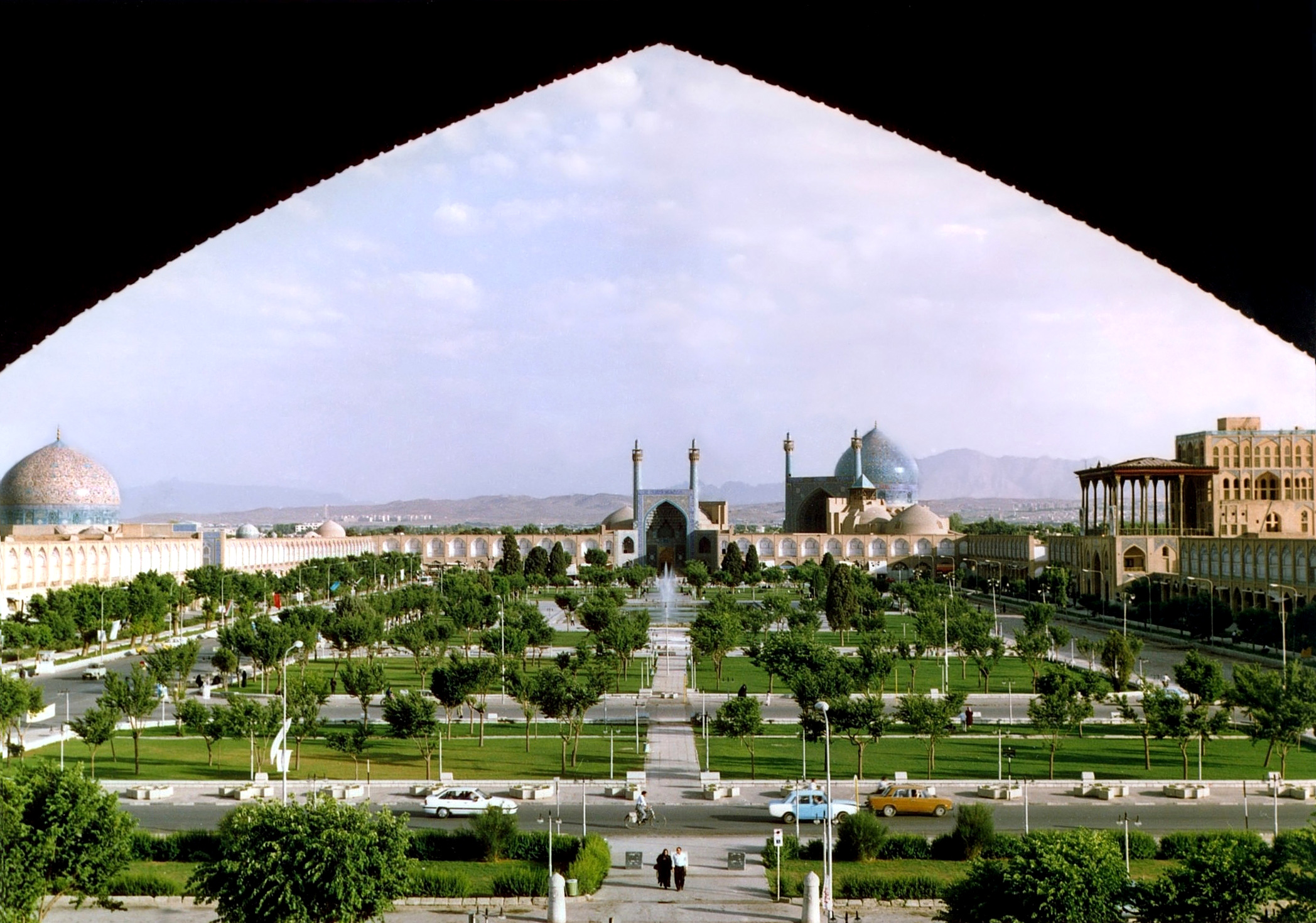
Het plein Naghshe Jahan in Isfahan is aangelegd door sjah Abbas de Grote

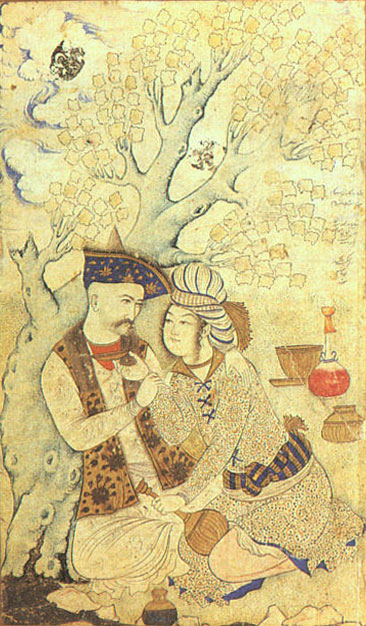
Sjah Abbas met een wijnjongen, Perzische miniatuur uit 1627

Abbas I de Grote luisterⓘ (Perzisch: شاه عباس بزرگ, Azerbeidzjaans: Şah Büyük Abbas) (27 januari 1557 – 19 januari 1629) was sjah van Perzië van 1586 tot 1628. Hij was afkomstig uit de dynastie van de Safawieden.
Hij was de zoon van sjah Mohammed Chodabende. Tijdens de woelige regeringsperiode van zijn vader, waarin het rijk verzwakte, was hij landvoogd van de streek Khorasan. Na de moord op zijn oudere broer en de troonsafstand van zijn vader kwam hij in 1586 aan het bewind. Met een door hem gemoderniseerd leger overwon hij de Oezbeken in het oosten en heroverde hij de steden Mashhad en Herat.
In 1621 ontnam hij Kandahar op het Moghulrijk. Hij versloeg het Ottomaanse Rijk in 1606 en heroverde Azerbeidzjan en Armenië. Voorts bezette hij Bagdad en de sjiitische heilige plaatsen Najaf en Karbala in Irak.
Hij slaagde er echter niet in Europa tot een verbond tegen het Ottomaanse rijk te bewegen. Daardoor was hij genoodzaakt in Georgië een inlandse prins te laten regeren.
Met hulp van de Engelsen ontnam hij Hormoez, een eiland in de Perzische Golf, aan de Portugezen en stichtte hij in die omgeving de haven Bandar Abbas.
Verscheidene provincies van Perzië kwamen tot rust. Hij verhief Isfahan tot zijn residentie. Hij liet er grote bouwwerken optrekken aan het door hem aangelegde plein Naghshe Jahan en bracht er 3000 Armeense gezinnen naartoe. Onder zijn bewind kwam de cultuur tot grote bloei. Hij zorgde voor wegen en bruggen.
Ook de Nederlandse VOC kreeg van Abbas de Grote toestemming om handelsposten in onder andere Isfahan te stichten. Vanaf 1618 tot aan zijn overlijden in 1628 was de Nederlandse kunstschilder Jan Lucasz. van Hasselt aan zijn hof verbonden. Van Hasselt functioneerde ook als handelsagent voor Abbas de Grote. 
Christelijke geestelijke orden werden onder zijn regering in Perzië toegelaten. Hij was zeer begaafd, maar gedroeg zich als een wreed despoot: hij liet twee broers en een van zijn zonen blind maken en zijn oudste zoon terechtstellen.
Na zijn dood in 1628 werd hij opgevolgd door zijn kleinzoon Safi.
Abbas I was de eerste sjah die zich niet liet manipuleren door de Kizilbasj (soefi soldaten). Met het oog op het behoud van zijn macht heeft hij hen afgeschaft. Ook later was hij erg op zijn hoede voor mensen die zijn macht konden overnemen. Zo heeft hij zijn zonen blind gemaakt dan wel vermoord.